# Multan

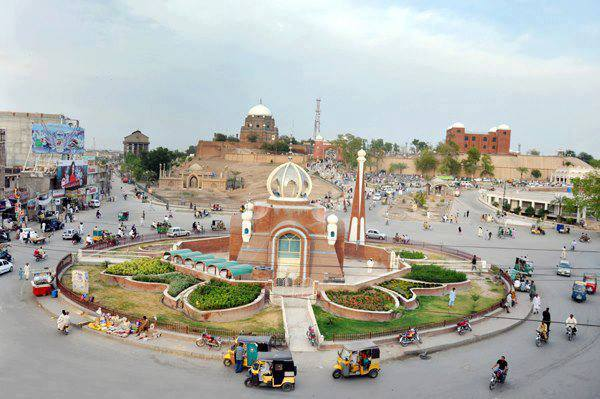
Multan

Multan ist eine Großstadt in der pakistanischen Provinz Punjab. Sie ist mit ca. 1,9 Millionen Einwohnern die siebtgrößte Stadt des Landes.

## Lage
Multan liegt im Süden der Provinz Punjab. Das Umland ist flach und wird landwirtschaftlich genutzt. Viele Kanäle versorgen den Distrikt mit Wasser aus nahen Flüssen (Chanab, Ravi). Im Sommer ist es extrem heiß.

## Geschichte
Multan liegt an der Hauptinvasionsroute Indiens in Richtung Zentralasien und hat in ihrer langen Geschichte viele Kriege überstanden. Die frühesten geschichtlichen Erwähnungen gehen bis zur Zeit von Alexander dem Großen zurück. Historiker vermuten, dass es sich bei Multan um die Stadt Maii-us-than handelt, deren Zitadelle von den Truppen Alexanders erstürmt wurde, nachdem sie gesehen hatten, wie ihr König verletzt und ohnmächtig auf dem Schlachtfeld lag.
Mitte des 5. Jahrhunderts wurde die Stadt von Hephtaliten eingenommen. Diese Nomaden blieben nicht lange und es folgte für längere Zeit eine hinduistische Regentschaft. Im Jahr 641 besuchte der chinesische Mönch Xuanzang Multan. Er berichtete, dass der Boden reich und fruchtbar und die Stadt dicht bewohnt sei. Es gäbe ungefähr acht Tempel für Devas. Der große „Sonnentempel“ sei großartig verziert, das Bild Mitras in Gold gegossen und mit seltenen Edelsteinen geschmückt.
Im 7. Jahrhundert hatte Multan den ersten Kontakt mit muslimischen Armeen. Der Feldherr Mohallab führte Armeen, die zahlreiche Angriffe von Persien nach Indien durchführten. Sie kamen jedoch nicht, um zu erobern, sondern um zu erkunden. Nur wenige Jahrzehnte später kam Muhammad bin Qasim im Namen der Araber und eroberte Multan und Sindh. Zu dieser Zeit war Multan als „Stadt des Goldes“ bekannt. Zahlreiche Historiker haben über einen sehr großen Hindutempel geschrieben, der mehr als 6000 Menschen aufnehmen konnte. Er war als „Sonnentempel“ bekannt. Nach der Eroberung durch Qasim war die Stadt unter muslimischer Regentschaft, blieb jedoch weitgehend selbstständig.
Ende des 10. Jahrhunderts wurde die Stadt von Mahmud von Ghazni zweimal angegriffen. Dabei zerstörte er den Sonnentempel, aber er blieb nicht in der Stadt. Nach dem Sieg von Muhammad von Ghur und seiner Gründung der Hauptstadt in Delhi wurde Multan Teil des im Jahr 1206 gegründeten Sultanats von Delhi. Nach dem Aufstieg der Mongolen erhielt es wieder einiges an Unabhängigkeit zurück, um schlagkräftig gegen Angriffe aus Zentralasien sein zu können.
Im Mogulreich erlebte Multan 200 Jahre des Friedens und wurde als Dar-ul-Aman (Stadt des Friedens) bekannt. Viele Gebäude wurden in jener Zeit gebaut und die landwirtschaftliche Produktion stieg stark an. Der Fall des Reiches von Mughal war für Multan nicht so zerstörend, wie für viele andere Städte. Die Stadt entkam den Zerstörungen der Armee von Nadir Schah, wurde jedoch von Kabul aus von zahlreichen afghanischen Dynastien regiert.
Im 18. Jahrhundert wurde die Stadt oftmals von Armeen der Sikh angegriffen. Sie zerstörten viele Teile von Multan, blieben aber auch nicht in der Stadt. So wurde Multan wieder unabhängig. Dies währte jedoch erneut nicht lange und mit dem Aufstieg von Ranjit Singh wurde das Ende der muslimischen Herrschaft eingeläutet. Nun kamen erneut die Sikh-Armeen und dieses Mal blieben sie in der Stadt. Durch den Einmarsch der Truppen des britischen Empire, nach einer langen und blutigen Belagerung im Zweiten Sikh-Krieg, wurde Multan Teil Britisch-Indiens. Dies signalisierte auch einen Niedergang für die Stadt. Die Briten bauten zwar eine Eisenbahn, aber die industriellen Kapazitäten wurden nie entwickelt.
Nach der Unabhängigkeit Pakistans im Jahre 1947 lag Multan wirtschaftlich darnieder. Seitdem gibt es industrielles Wachstum und die Bevölkerung nimmt kontinuierlich zu. Dennoch befinden sich zahlreiche alte Gebäude in einem schlechten Zustand.
Am 7. Oktober 2004 töteten zwei Bomben mindestens 34 Menschen. Der Anschlag galt einer Versammlung radikaler Sunniten, die sich in der Nacht vorher eingefunden hatten. Als Urheber des Anschlags werden Schiiten vermutet.

## Sehenswürdigkeiten

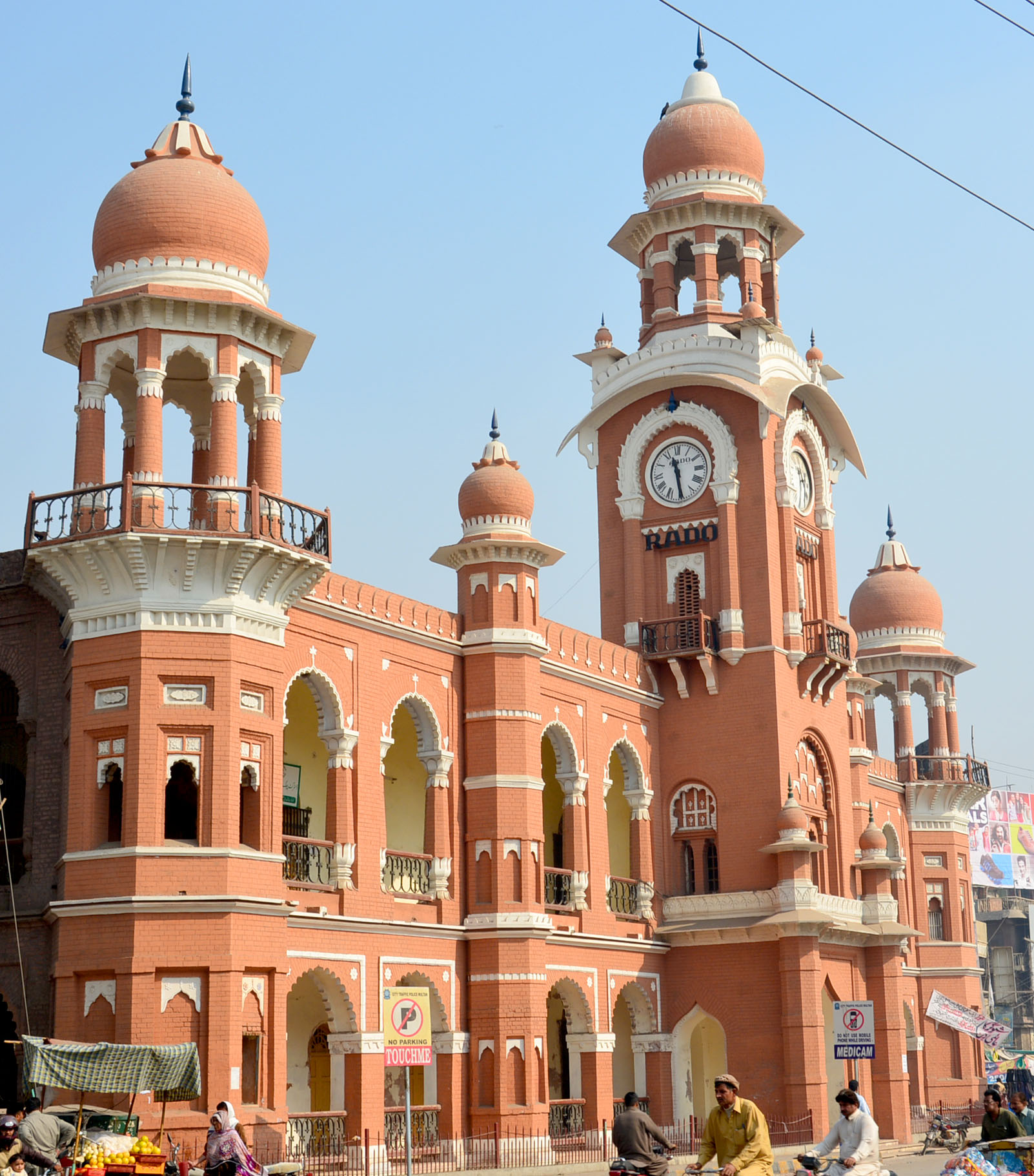
Ghanta Ghar, Sitz der Stadtverwaltung mit Uhrturm, erbaut 1884

Über die Stadt verstreut liegen zahlreiche Mausoleen (Qubbas) von Sufi-Heiligen in jeder Größe sowie Moscheen aus dem 13. und 14. Jahrhundert. Zu den berühmtesten Mausoleen gehören die von Rukn-i-Alam († 1335), Shah Shams Taez, Bahawal Haq und das des bedeutendsten Heiligen von Multan, Baha'uddin Zakariya († 1262), Großvater von Rukn-i Alam, der den Suhrawardiyya-Orden hier eingeführt hat. Viele Mausoleen sind quadratisch oder oktogonal und mit einem Kuppeldach gedeckt, andere wie das Mausoleum von Jusuf Gardizi (1058–1136) in der Altstadt beim Bahar-Tor besitzen ein Flachdach. Ferner gibt es die Festung von Multan, die Jamia, die Sawi und die Wali Eid Gah Moschee. Nach einem alten Sprichwort hat Multan Gräber, Bettler, Hitze und Staub im Überfluss.

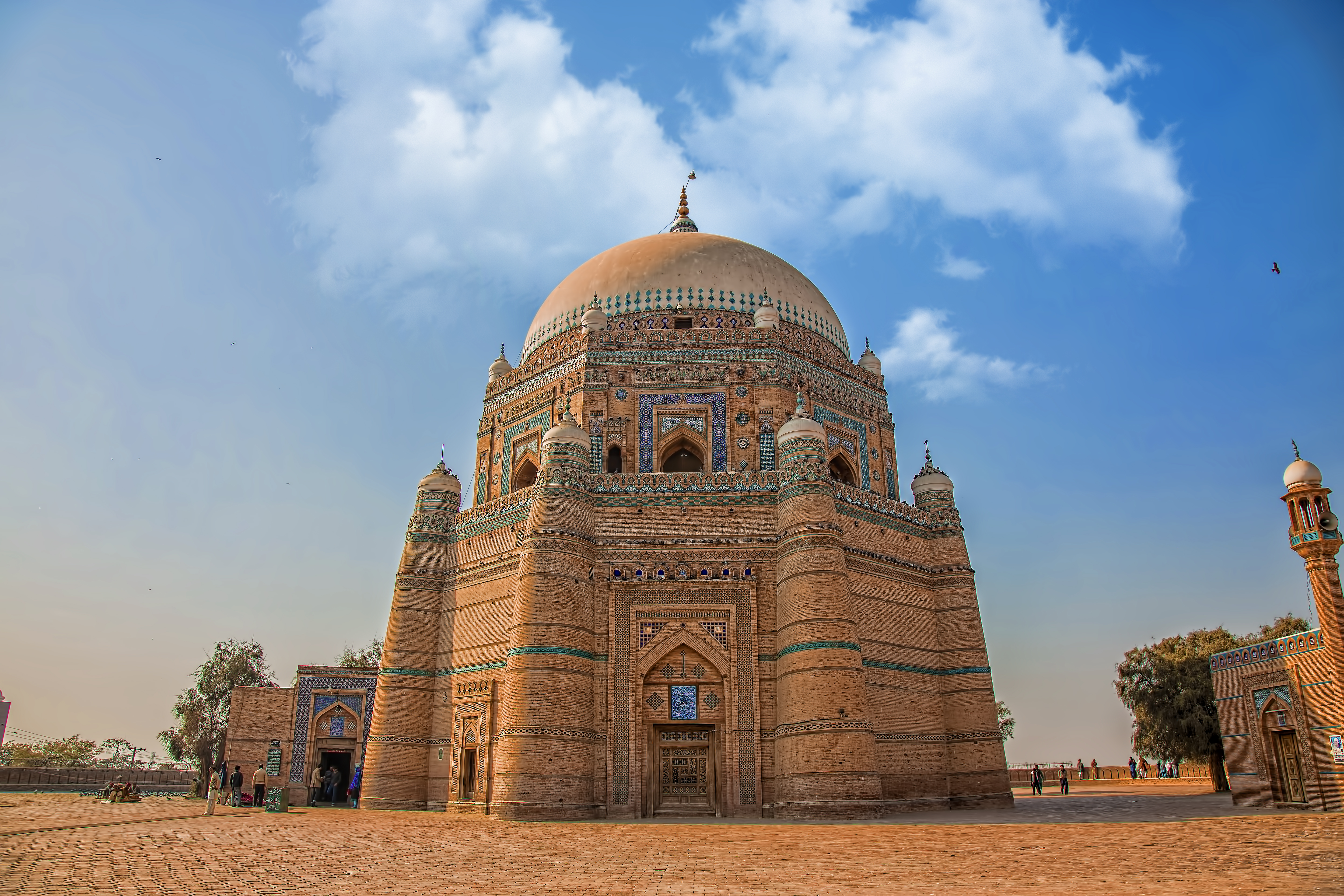
Oktogonaler Zentralbau des Mausoleums von Rukn-i-Alam
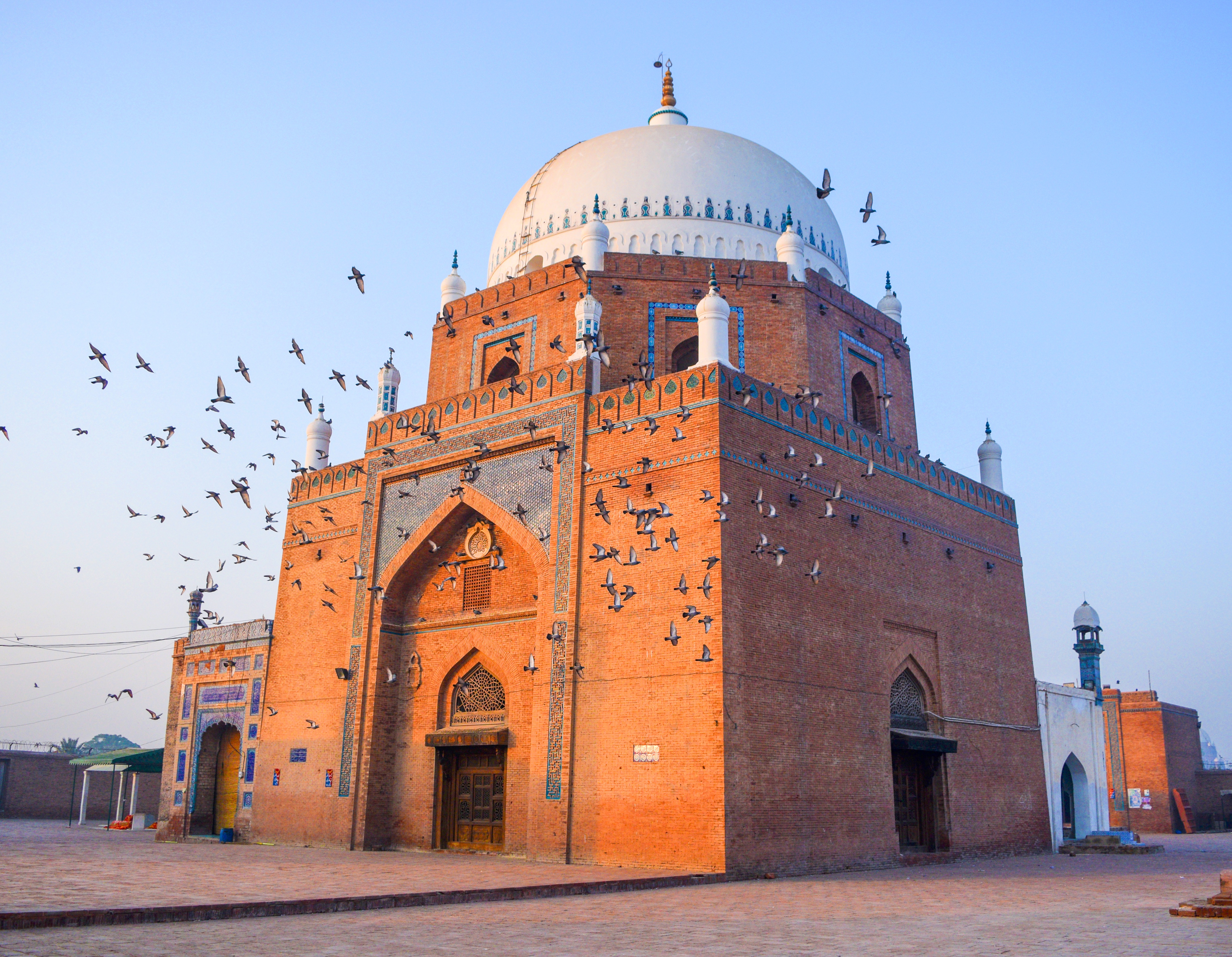
Mausoleum von Hazrat Baha-ud-din Zakariya

## Demographie
Der Großteil der Bevölkerung sind Punjabis. Die überwiegende Mehrheit sind Muslime, sowohl Sunniten als auch Schiiten. Die meisten Leute sprechen Panjabi und Siraiki und viele können Urdu. Englisch wird von höher gebildeten Menschen verstanden.
Bevölkerungsentwicklung
| Zensusjahr | Einwohnerzahl |
| ---------- | ------------- |
| 1972       | 538.949       |
| 1981       | 732.070       |
| 1998       | 1.182.441     |
| 2017       | 1.871.843     |

Bis 2050 wird ein Anstieg der Bevölkerung auf über 4 Millionen erwartet.

## Klimatabelle
|                       | Jan  | Feb  | Mär  | Apr  | Mai  | Jun  | Jul  | Aug  | Sep  | Okt  | Nov  | Dez  |   |      |
| Mittl. Tagesmax. (°C) | 21,0 | 23,2 | 28,5 | 35,5 | 40,4 | 42,3 | 39,2 | 38,0 | 37,2 | 34,6 | 28,5 | 22,7 | ⌀ | 32,6 |
| Mittl. Tagesmin. (°C) | 4,5  | 7,6  | 13,5 | 19,5 | 24,4 | 28,6 | 28,7 | 28,0 | 24,9 | 18,2 | 10,9 | 5,5  | ⌀ | 17,9 |
|                       |      |      |      |      |      |      |      |      |      |      |      |      |   |      |
| Niederschlag (mm)     | 7    | 10   | 20   | 13   | 10   | 12   | 61   | 33   | 11   | 2    | 2    | 7    | Σ | 188  |
|                       |      |      |      |      |      |      |      |      |      |      |      |      |   |      |
| Sonnenstunden (h/d)   | 7,2  | 7,5  | 8,1  | 9,1  | 9,5  | 8,9  | 8,5  | 9,0  | 9,3  | 8,9  | 8,5  | 7,4  | ⌀ | 8,5  |
|                       |      |      |      |      |      |      |      |      |      |      |      |      |   |      |
| Luftfeuchtigkeit (%)  | 58   | 52   | 48   | 39   | 33   | 39   | 55   | 58   | 55   | 49   | 56   | 61   | ⌀ | 50,3 |

| 4,5 |

| 7,6 |

| 13,5 |

| 19,5 |

| 24,4 |

| 28,6 |

| 28,7 |

| 28,0 |

| 24,9 |

| 18,2 |

| 10,9 |

| 5,5 |

| 4,5 |

| 7,6 |

| 13,5 |

| 19,5 |

| 24,4 |

| 28,6 |

| 28,7 |

| 28,0 |

| 24,9 |

| 18,2 |

| 10,9 |

| 5,5 |

## Persönlichkeiten
- Muhammad Waseem (* 1996), Cricketspieler